# Sebastian Asch
Pour les articles homonymes, voir Asch.
Sebastian Asch (né le 4 juin 1986 à Tübingen) est un pilote automobile allemand.

## Biographie
Sebastian Asch est le fils du pilote Roland Asch. Il commence sa carrière de pilote dans le slalom. Il pilote rapidement ses premiers circuits, d'abord en Ford Fiesta ST Cup pour le TLM Team Lauderbach dans le cadre de la Beru TOP 10 (de), la même année il participe également à plusieurs manches du VLN Langstreckenmeisterschaft. De 2005 à 2007, il est pilote dans la SEAT León Supercopa allemande. En 2007, avec sa propre équipe, Team Asch Motorsport, il devient vice-champion au classement général et remporte par la même occasion le titre de champion junior. De 2011 à 2013, il conduit pour l'équipe FALKEN Motorsports (de) dans la Porsche 997 GT3 R lors des 24 Heures du Nürburgring et du VLN Langstreckenmeisterschaft Nürburgring.
En 2012, Sebastian Asch remporte le championnat ADAC GT Masters 2012 avec Maximilian Götz pour l'équipe kfzteil24 MS Racing dans une Mercedes-Benz SLS AMG GT3, avec une seule victoire de la saison. En 2013, il roule à nouveau pour MS Racing, mais maintenant sur une Audi R8 LMS ultra. Lors de la saison ADAC GT Masters 2014, il pilote de nouveau une Porsche 911 GT3 R, mais cette fois avec le Suisse Philipp Frommenwiler pour l'équipe Farnbacher Racing. En 2015, Sebastian Asch remporte le championnat ADAC GT Masters pour la deuxième fois dans une Mercedes SLS AMG GT3 pour Zakspeed avec Luca Ludwig. Il est le premier pilote à remporter deux fois le championnat ADAC GT Masters.
Sebastian Asch reste fidèle aux ADAC GT Masters. En 2016, il conduit pour l'équipe AMG Zakspeed dans une Mercedes GT3 et remporte deux victoires, ce qui était suffisant pour la 6e place au classement final. En 2017, il pilote pour l'équipe BWT Mücke Motorsport (Mercedes GT3) et remporte deux victoires et la 6e place au classement final. En 2018, il ne gagne rien dans l'équipe Zakspeed BKK Mobil Oil Racing sur une Mercedes GT3, il est donc à la 15e place du championnat. La saison 2019 est similaire pour HB Racing (cette fois avec Ferrari) : aucune victoire et seulement 15e place à la fin. Le passage en 2020 à Precote Herberth Motorsport (dans une Porsche GT3) n'apporte pas le succès escompté, encore une fois aucune victoire et 21e place à la fin. En 2021, il réalise un résultat encore pire avec Aust Motorsport (sur Audi) : 34e place.